# Euroschraube

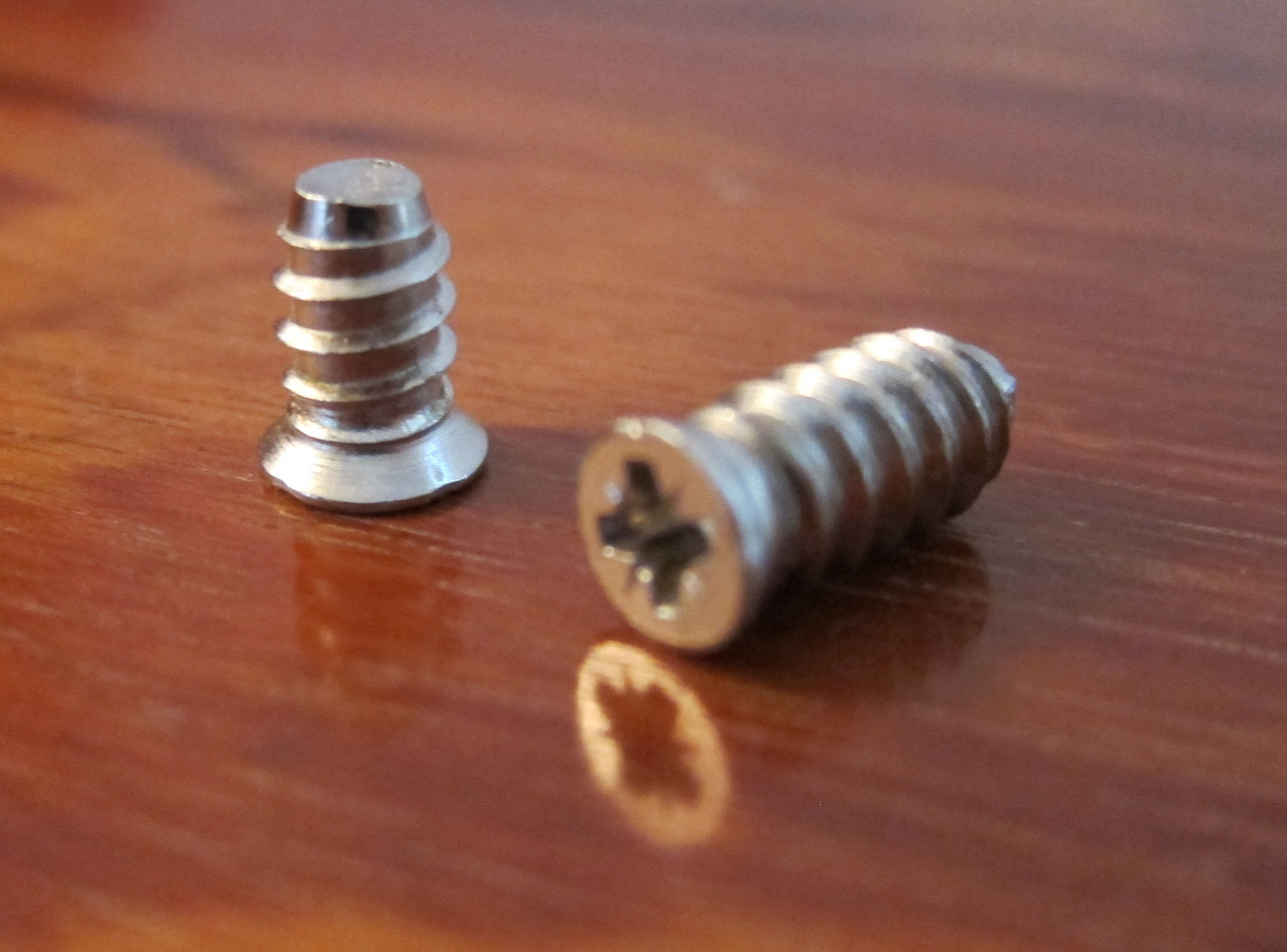
Euroschrauben

Die Euroschraube ist ein Schraubentyp, der hauptsächlich im Systemmöbelbau zur Montage von Beschlägen eingesetzt wird.
Die Abmessungen des Schaftes und die Länge sind abgestimmt auf die dabei verwendeten 5 mm oder 3 mm Lochreihenbohrungen wie zum Beispiel beim System 32. Die Kopfform richtet sich nach den Befestigungsbohrungen der zu montierenden Beschläge. So werden bei Topfbändern meist Schrauben mit Senkkopf, bei Auszugführungen oft solche mit Flachkopf benötigt.